# مكتبة تمكروت
مكتبة تمكروت أو دار الكتب الناصرية بتمكروت هي من أقدم المكتبات المغربية، وتقع بقرية تمكروت في الجنوب الشرقي للمملكة المغربية، على بعد 20 كلم جنوب مدينة زاكورة. أسست المكتبة في القرن السابع عشر من طرف شيوخ من الزاوية الناصرية وتحتوي الآلاف من ذخائر المخطوطات المغربية والمشرقية. توجد في قلب الزاوية الناصرية التي ظهرت مع بداية الدولة العلوية جنوب المغرب. بعد تأسيس المكتبة، أصبحت قرية تمكروت عاصمة للعلم يزورها الناس من عدة بلدان لطلب العلم والمعرفة وللتلمذة على يد شيوخها. وقد أعطاها الفقيه محمد المنوني اسم دار الكتب الناصرية بتمكروت.

## المؤسسون
الحديث عن مكتبة تمكروت مرتبط أشد الارتباط بالحديث عن علماء الزاوية الناصرية وأهمهم ثلاثة علماء ساهموا ليس فقط في تأسيس مكتبة تمكروت بل أيضا في تأسيس الثقافة المغربية. هؤلاء العلماء هم أبو عبد الله محمد ابن ناصر، وأبو العباس ابن ناصر، ومحمد بن عبد السلام ابن ناصر. وبدأ تأسيس المكتبة أولا بجمع المخطوطات وجلبها أثناء الرحلات الدينية والعلمية لمصر واسطنبول ومكة والمدينة وتونس وأيضا من زوايا مدن مغربية كمدينة فاس والرباط وتطوان.

### أبوعبد الله محمد ابن ناصر المشهور باسمابن ناصر الدرعي1011 هـ - 1085هـ)
وهو فقيه ولغوي وجامع كتب مغربي، نشأ  في بيت علم وورع وزهد وكانت أمه صالحة قانتة، ورحل إلى المشرق مرتين سنة (1070هـ) و (1076هـ)، والتقى أعلاما استفاد منهم وأفاد، يعود له الفضل في ترسيخ المكانة العلمية لزاوية تمكروت بعد توليه أمرها سنة 1642 م. فذكره المؤرخ أحمد بن خالد الناصري: «لولا ثلاثة لانقطع العلم من المغرب في القرن الحادي عشر لكثرة الفتن التي ظهرت فيه وهم سيدي محمد بن ناصر في درعة وسيدي محمد بن أبي بكر الدلائي في الدلاء وسيدي عبد القادر الفاسي». تخرج من مجلسه العلمي عدة علماء منهم: ابنه أحمد بن ناصر الدرعي، وأخوه أبو علي الحسين بن ناصر الدرعي، وأبو سالم العياشي، وأبو الحسن اليوسي، وأبو مروان عبد الملك التجموعتي
واشتهر بالدعاء الناصري/. قال عنه الباحث المغربي جمال بامي: «... ولعل من مميزات طريقة الشيخ محمد بن ناصر الدرعي هي الجمع القصدي بين العلم والعمل، ونشر قيم الصلاح والفضيلة بحثا عن القيم التي ترتقي بالإنسان،» 

### أبوالعباس بن محمد بن ناصر الدرعي (1057 هـ -1129هـ)
وهو ابن أبوعبد الله محمد ابن ناصرالدرعي، كما ألف الشيخ أبوالعباس بن محمد بن ناصر الدرعي درس أمهات الكتب في التفسير والحديث والفقه والأصول، واللغة، والتاريخ. وقد طور الخزانة الناصرية بشتى المخطوطات العلمية وكذلك فعل بعض الشيوخ الذين تتلمذوا في مجالسه فأصبح للخزانة الناصرية امتدادات في مدن أخرى تشتغل على تحصيل العلم وجمع الكتب لوضعها رهن إشارة طلاب العلم وأصحاب الهمم.
وقد حج أبوالعباس بن محمد بن ناصر الدرعي أربع مرات، لقي فيها أبرز علماء المشرق ذكرهم في رحلته المسماة بالرحلة الناصرية 1709-1710م التي تم تحقيقها ونشرها سنة 2011 في أبي ظبي من طرف دار السويدي للنشر والتوزيع وفي بيروت من طرف المؤسسة العربية للدراسات والنشر، ودأب بعض العلماء الذين تخرجوا من الزاوية الناصرية على تدوين رحلاتهم الحجية وعلى إغناء المكتبة 

### محمد بن عبد السلام الناصري التمكروتي
يعتبر محمد بن عبد السلام الناصري المؤسس الفعلي للمكتبة وينتمي أيضا للزاوية الناصرية التي لعبت دورا مهما في صيانة الثقافة الإسلامية في حقبة عرفت اضطرابات سياسية واجتماعية إبان أفول الدولة السعدية وصعود الدولة العلوية. وهي فترة مفصلية في تاريخ المغرب الحديث، عرفت تأسيسا جديدا للحركة العلمية. وكان محمد بن عبد السلام الناصري من الرحالة المشهورين ومن محبي الكتب حتى أنه لقب بصقر الكتب لما بذله من جهد من أجل تجميع المخطوطات النفيسة ونسخها وصيانتها. كما أنه دون كتبا من بينها الرحلة الناصرية الكبرى، محمد بن عبد السلام الناصري التمكروتي 1782 من تحقيق الباحث المغربي المهدي الغالي، والتي نشرتها المؤسسة العربية للدراسات والنشر سنة 2018. وفاز هذا الكتاب بجائزة ابن بطوطة للتحقيق المخطوطات" لعام 2018 
اشتهر محمد بن ناصر بجمع الكتب واقتنائها نسخا وشراء، فنسخ بخط يده عدة كتب منها «شرح المراد على التسهيل» وبعض كتاب «العقد الفريد» لابن عبد ربه، واهتم بتصحيح الكتب ومقابلتها وكتب الفوائد على هوامشها فداع صيته وعلا شأنه وضمن مكانة بين عظماء هذا البلد الكريم.. وشهرة خزانة زاوية تامكروت لا تخفى على الباحثين والمهتمين شرقا وغربا. نعرف أن العلامة اليوسي هو أحد أقطاب الزاوية الدلائية وهو أشهر تلاميذ الزاوية
سماها الفقيه محمد المنوني اسم دار الكتب الناصرية بتمكروت للتعبير عن غنى وضخامة المكتبات المغربية في جميع أصنافها عبر التاريخ. وأما لفظ: “مكتبة” فقد كان يطلق على الدكاكين أو الأكشاك التجارية التي تمارس بيع وشراء الكتب.

### البناية
توجد مكتبة تمكروت في قلب الزاوية الناصرية على طريق تمبكتو القديم، في ملتقى القوافل التجارية القادمة من الشرق والأندلس إلى جنوب صحراء إفريقيا. ويعتبر المناخ الصحراوي خير حافظ للمخطوطات من الرطوبة والتآكل. بناء المكتبة بسيط ويوجد قربها مدرسة للتعليم العتيق، وبناية تضم داخلية تؤوي التلاميذ، وتنقسم بناية المكتبة إلى قسمين. القسم الأول، صغير ويضم نحو 400 مؤلف مطبوعة في المطبعة الحجرية بفاس في القرن ال19 وعدد مهم من المراجع المطبوعة حديثا، جزء منه تبرع به الملك الراحل الحسن الثاني.
ويحتوي القسم الثاني وهو أكبر حجما، على المخطوطات التي بقيت من الخزانة الناصرية التاريخية وعددها يقدر ب4000، بعد أن تم نقل 2500 مخطوط آخر إلى المكتبة الوطنية بالرباط. لا تتوفر قاعة المكتبة على الشروط المواتية لحماية المخطوطات الثمينة التي تتضمنها. وكانت المدرسة المجانبة للمكتبة من أشهر مؤسسات التعليم الأصيل، بحيث كان يصل عدد طلابها إلى 1400 طالب يتلقون التكوين في مختلف العلوم الأصيلة من قرآن وحديث ونحو وفقه وغيرها. أما حاليا فهي مدرسة صغيرة يتابع فيها نحو 20 تلميذا، ممن فاتهم ركب المدرسة النظامية. ترتبط مكتبة تمكروت بوزارة الأوقاف والشؤون الإسلامية.

## تصنيف المكتبة
حظيت المكتبات التاريخية بدراسات عدة من طرف علماء أجلاء كالفقيه محمد المنوني الذي جعل المكتبات ثلاثة أصناف: المكتبة الملكية، المكاتب الخاصة، والمكاتب العامة. وتتبع بالبحث والدرس كل صنف من هذه الأصناف عبر تاريخ المغرب الثقافي. 

## مكتبة تامكروت حاليا
اختفت مئات المخطوطات من المكتبة، مباشرة بعد استقلال المغرب عام 1956، ولم يعرف مصيرها إلى الآن، كما تم نقل ما يقارب 2500 مخطوطة إلى الرباط. وبذلك فقدت مكتبة تمكروت الكثير من حضورها العلمي والثقافي، وتحولت إلى مجرد مزار سياحي، يؤمه بعض السياح الأجانب من العالم، كما أن الاستفادة العلمية من دخائرها المتبقية أصبحت صعبة بسبب التعقيدات الإدارية المفروضة للوصول إلى المخطوطات الثمينة.

## أهم المخطوطات
تم تصنيف وترتيب المخطوطات بالمكتبة حسب المجالات المعرفية، وذلك منذ القراء السابع عشر أي قبل ظهور تصنيف ديوي العشري، وقد قام محمد المنوني بفهرسة المخطوطات في كتابه «دليل مخطوطات دار الكتب الناصرية بتامكروت» والذي نشرته وزارة الأوقاف والشؤون الإسلامية سنة 1985. ومن أهم مخطوطات المكتبة:
- نسخة من القرآن مخطوطة على رق (جلد) الغزال، عمرها يفوق ألف سنة أشتراها محمد بناصر من الشرق وأصلها من الأندلس
- الموطأ للإمام مالك، كتبت بماء الذهب على رق الغزال، وهو مخطوط جلب من قرطبة بالأندلس سنة 1067 ميلادية
- طلعة المشتري في النسب الجعفري» لصاحبه أحمد بن خالد الناصري، يسرد مناقب محمد بن ناصر الذي سميت الزاوية الناصرية باسمه
- الكمال للحافظ عبد الغني المقدسي
- تفسير القرآن للسيوطي
- البيان والتحصيل لابن رشد
- روضة الإعلام بمنزلة العربية من علوم الإسلام، لابن الأزرق الغرباطي، وقد تم نقل هاته النسخة للخزاة العامة بالرباط
- صحيح الإمام البخاري
- الشفا للقاضي عياض
- أساس البلاغة» للزمخشري
- العقد الفريد لابن عبد ربه
- ألفية ابن مالك
- دلائل الخيرات
- القاموس للفيروزابادي”،
- الأمالي” لأبي علي القالي
- المنصف في الكلام على مغنى ابن هشام: للشمني

## القيمون على المكتبة
- رشيد اليزيدي، متخرج من كلية الحقوق بمكناس
- خليفة بلحسن